# 叙奇·卢卡
叙奇·卢卡（匈牙利語：Szűcs Luca，2002年9月20日—），匈牙利女子击剑运动员，2022年世界锦标赛女子佩剑团体金牌得主、2023年欧洲运动会女子佩剑团体铜牌得主、2023年世界锦标赛女子佩剑团体金牌得主。